# Georg Magnusson (konstnär)
Axel Georg Harald Magnusson, född 1 april 1907 i Örebro, död 17 augusti 1970 i Adolf Fredriks församling i Stockholm, var en svensk teaterdekoratör, affischkonstnär och målare.
Magnusson studerade vid Tekniska Skolan och för John Jon-And i Stockholm samt i Paris 1927–1928 och vid Kungliga teaterns dekorationsateljé 1928–1930. Han medverkade i utställningen Svensk scendekorativ konst 1916–1936 på Drottningholms teatermuseum 1936 och Svensk teaterkonst under 20 år 1916–1936 på Charlottenborg i Köpenhamn. Som teaterdekoratör var han anlitad vid Vasateatern, Oscarsteatern och Dramatiska teatern i Stockholm där han utnämndes till chef 1947. Magnusson är representerad vid Scenkonstmuseet  och Bergens teatermuseum. Han är gravsatt i minneslunden på Skogskyrkogården i Stockholm.